# جان پایپر-فرگوسن
جان پایپر-فرگوسن (به انگلیسی: John Pyper-Ferguson) (زاده ۲۷ فوریه ۱۹۶۴) بازیگر استرالیایی است.
از کارهای معروف او می‌توان به بازی در فیلم‌های این دختر همان مرد است، فرانک و جسی و قاتلان جاده‌ای و هم‌چنین بازی در نقش بیل کادوگان (شپرد) در سریال صد اشاره کرد.